# HANAYA PROJECT
HANAYA PROJECT株式会社（ハナヤプロジェクト）は、東京都中野区に拠点を置くソフト・オン・デマンドグループの芸能プロダクション。「SOD HANAYA」とも記述される。

## 概要
2018年11月、ソフト・オン・デマンド内に仮設されていた女優部が独立し設立された芸能事務所。代表は高岡哲也。
事務所名は、ひとりひとりが花であり、花を生かし、売り込む仕事＝花屋であることから。
AV女優のほか、グループが運営する飲食店のキャストやAV男優のマネジメントも行っている。なお、AV女優は他事務所にも同時に所属（業務提携）する形がとられている場合もある（特に他メーカーに出演する場合）。飲食店キャストで結成されたパフォーマンスグループ「ナマジョ。（生中野女子）」など、活動のプロデュース業も行っている。
代表の高岡はAVで「素人もの」の需要が高いことから、芸能や芸術分野でも「素人なのに…というギャップ」や「何をしでかすかわからないドキドキやワクワク」は需要があると踏み、AV女優以外の飲食店勤務のキャストをタレントとしてマネジメントするに至ったという。
Japan production guild（日本プロダクション協会）加盟プロダクション。

## 所属モデル

### AV女優
- 星乃莉子
- 東実果
- 佐田茉莉子
- 沖宮那美
- 由良かな
- ちゃんよた
- 捧いのり
- 九井スナオ
- 森美希
- 中丸未来
- 星乃夏月
- 志田みずき
- 早見なな
- 隠岐玲
- 保田真咲
- 遠山まき
- 桜和ことこ
- 北村海智
- 葉月ひな
- 渋谷なつ
- 相葉美沙子
- 甘野乃愛
- 小泉なぎさ
- 花宮きょうこ
- 松丸香澄

### インフルエンサー・モデル
- とまとまな
- 板垣あずさ
- みっきー藤波
- 夏目ゆず希
- えりか
- 小鳥遊みあ
- 星宮綾
- おふろ
- licelice
- 百合園かれん
- 田中ぴあ
- 三日月レナ
- 愛乃あい菜
- ゆかり
- 美波亜美
- 下平玲夏
- 泡香ましろ
- 池脇澪
- 愛町ゆる
- Mika
- ゆな of Tsushima
- 蒼
- 天宮みすず
- 水兎まこと
- 御調みつ